# Solar do Visconde de Almendra
O Solar do Visconde de Almendra, Solar dos Viscondes do Banho ou Casa de Almendra, é um solar ou palácio barroco que albergou, por muitos anos, os viscondes de Almendra e, por casamento, os viscondes do Banho. O edifício palaciano, exemplo ditoso da arquitectura setecentista do interior português, localiza-se em Almendra, em Vila Nova de Foz Côa.
Encontra-se classificado como Imóvel de Interesse Público desde 1977.
Testemunho das vivências de muitas gerações de nobres ilustres, foi última habitante do solar Márcia Augusta de Castilho Falcão Mendonça de Morais Sarmento, filha mais nova do 3.º Visconde do Banho. Actualmente, o palácio de Almendra pertence aos herdeiros de Márcia Augusta.
O palácio, edifício de dois pisos, conserva o seu austero estilo barroco que se revela nas janelas «rocaille», com as típicas vieiras invertidas, e a marcante varanda com balaústres. O brasão de armas da ilustre família, enquadrado por um frontão curvilíneo, permanece em cima da varanda. Curiosamente, o brasão nunca foi devidamente terminado de esculpir, sendo no entanto evidente o coronel de Marquês.
Hoje é um marco histórico da localidade de Almendra, a par do Cruzeiro e da Capela de Nossa Senhora do Campo, entre outros monumentos. Alguns canteiros verdejantes enquadram a fachada frontal do edifício.